# Leutschach an der Weinstraße
Leutschach an der Weinstraße è un comune austriaco di 2 579 abitanti nel distretto di Leibnitz, in Stiria; ha lo status di comune mercato (Marktgemeinde). È stato creato il 1º gennaio 2015 dalla fusione dei precedenti comuni di Eichberg-Trautenburg, Glanz an der Weinstraße, Leutschach e Schloßberg; capoluogo comunale è Leutschach.